# Harro Schulze-Boysen
Heinz Harro Max Wilhelm Georg Schulze-Boysen (Kiel, 2 september 1909 – Berlijn-Plötzensee, 22 december 1942) was een Duitse journalist en tijdens het nazi-regime een luchtmachtofficier en als lid van de Rote Kapelle een van de leidende verzetsstrijders tegen het nazisme. Zijn vrouw en medestrijdster was Libertas Schulze-Boysen. Beiden werden door de nazi's omgebracht.

## Leven
Schulze-Boysen was de zoon van de marineofficier Erich Edgar Schulze en diens vrouw Marie Luise Boysen. Van vaders kant was hij een achterneef van admiraal Alfred von Tirpitz en van moeders kant van de socioloog Ferdinand Tönnies. Hij bracht zijn jeugd door in Duisburg en had twee zussen, Helga (* november 1910) en Hartmut (1922-2013).

## Politiek engagement
Als leerling van het Steinbart-gymnasium in Duitsberg nam hij in 1923 deel aan de illegale strijd tegen de Franse bezetting van het Ruhrgebied en werd enige tijd door de bezettingsmacht vastgehouden. Na in 1928 zijn diploma te hebben behaald, werd hij lid van de liberale Jungdeutscher Orden; in 1930 steunde hij de intellectuele Gruppe Volksnationale Reichsvereinigung, die onder leiding van Artur Mahraun stond. Deze vereniging van het burgerlijke kamp leidde vervolgens in 1930 tot de oprichting van de Deutsche Demokratische Partei. Tijdelijk was Schulze-Boysen ook lid van Otto Strassers Schwarzer Front.
Hij studeerde rechten aan de universiteiten van Freiburg (1928-1929) en Berlijn (1929-1931, zonder af te studeren). Verblijven in Zweden, Groot-Brittannië en Frankrijk hielpen hem bij het verbreden van zijn horizon.
In 1931 leerde Schulze-Boysen tijdens een verblijf in Frankrijk intellectuelen uit de kring van het avantgardistische Franse tijdschrift Plans kennen, onder wier invloed hij zich in politiek opzicht op links begon te oriënteren. Naar het voorbeeld van Plans gaf Schulze-Boysen in 1932-1933 het in 1931 door Franz Jung weer heruitgegeven links-liberale tijdschrift Der Gegner uit, waar o.a. Ernst Fuhrmann, Raoul Hausmann, Ernst von Salomon, Adrien Turel en Karl Korsch aan meewerkten. Hij probeerde uit de kring rond Der Gegner, waartoe ook Robert Jungk, Erwin Gehrts, Kurt Schumacher en Gisela von Poellnitz behoorden, een zelfstandige jeugdbeweging te ontwikkelen en organiseerde in Berlijnse cafés zogenaamde Gegner-bijeenkomsten. Er was nauwelijks een oppositionele jeugdgroep waarmee Schulze-Boysen geen contact onderhield. Schulze-Boyen begon zich bovendien steeds sterker te interesseren voor het Sovjet-systeem.

## Verzet
De machtsovername door Hitler achtte hij waarschijnlijk, maar ook dacht hij dat Hitlers macht spoedig zou instorten door een algemene staking. Na de machtsovername door de nationaalsocialisten werden de kantoren van de Gegner-redactie door SS'ers verwoest en de redactionele leden werden naar een speciaal kamp van het 6de SS-regiment gedeporteerd. Schulze-Boysen werd mishandeld en voor meerdere dagen vastgehouden. Voor zijn eigen ogen vermoorden de nazi's zijn joodse vriend en medestander Henry Erlanger.
Omdat een geplande politieke carrière daarmee tot een einde werd gebracht, begon hij in mei 1933 een vliegopleiding in Warnemünde. Vanaf 1934 werkte hij op de nieuwsafdeling van het Rijksministerie van Luchtvaart (RLM) in Berlijn. Hij paste zich voor het oog aan de dictatuur aan, maar innerlijk bleef hij trouw aan zijn negatieve houding jegens de nazi's. Vanaf 1935 verzamelde hij een kring van linkse antifascisten rond zich, onder wie veel van zijn vrienden van Der Gegner. Er werden brochures verspreid die gericht waren tegen de dictatuur. Op 16 juli 1936 trouwde hij te Liebenberg met Libertas Haas-Heye.
Schulze-Boysen breidde zijn contact met het verzet verder uit en ook de banden met communisten rond Hilde en Hans Coppi werden nauwer aangehaald. Naast zijn werk bij het Rijksluchtvaartministerie begon hij een studie aan de Berlijnse Friedrich-Wilhelms-Universität. Hij las de geschriften van Lenin en zag daarin zijn idee bevestigd dat het kapitalisme ten einde liep. Ook zag hij, ondanks het Molotov-Ribbentroppact, in de Sovjet-Unie de enige serieuze tegenstander van nazi-Duitsland.
Vanaf het voorjaar van 1941 begon Schulze-Boysen geheime militaire informatie aan de buitenlandse inlichtingendienst van het Russische Volkscommissariaat voor de Staatsveiligheid door te spelen. Tegelijkertijd bouwde hij met Arvid Harnack een verzetsgroep op, die na de oorlog de Schulze-Boysen/Harnack-groep werd genoemd en waartoe ten slotte meer dan honderdvijftig nazi-tegenstanders behoorden. Ze verspreidden brochures, schilderden slogans op gebouwen en hielpen vervolgden. Een kleiner deel verzamelde informatie voor de Russische inlichtingendienst. Via Alexander Korotkov, de plaatsvervanger van de NKGB in de Russische ambassade te Berlijn, probeerde Schulze-Boysen voor de aanstaande Duitse inval in de Sovjet-Unie te waarschuwen. In 1941 werd Schulze-Boysen nog tot Oberleutnant bevorderd.

## Ontdekking en terechtstelling

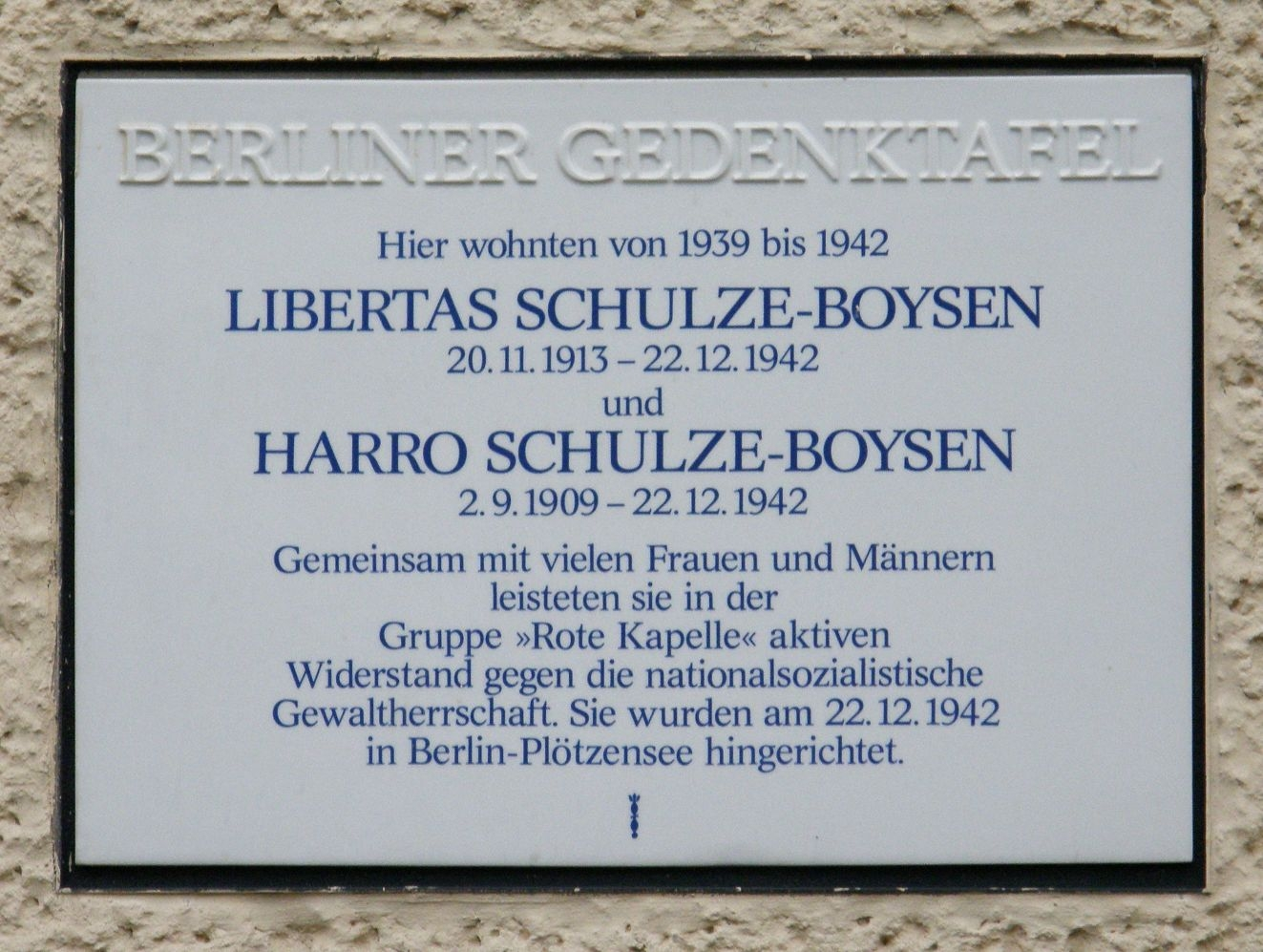
Gedenktafel aan de muur van het voormalige woonadres Altenburger Allee 19, Berlin-Westend

In juli 1942 werd een gecodeerd radiobericht van de Russische militaire inlichtingendienst GROe door de Gestapo gedecodeerd, waarin naast de naam Schulze-Boysen ook zijn adres werd genoemd. Dit leidde tot de arrestatie van de Schulze-Boysen/Harnack-groep en de terechtstelling van een groot aantal leden.
Op 31 augustus werd Harro Schulze-Boysen op zijn kantoor van het Rijksluchtvaartministerie aangehouden. Zijn vrouw Libertas raakte in paniek toen haar man niet thuiskwam en ging naar vrienden; zij werd pas enkele dagen later gearresteerd. Op 19 december werd Schulze-Boysen wegens voorbereiding tot hoogverraad en landverraad ter dood veroordeeld. Hij werd op 22 december 1942 om 19:05 uur samen met medestrijders in Berlin-Plötzensee opgehangen. Zijn vrouw Libertas werd ongeveer een uur later door onthoofding om het leven gebracht.
Al op 15 december 1942 had men op aanwijzingen van Hitler in de executieruimte van de gevangenis een rail met vleeshaken laten aanbrengen. Tot dan toe werden de terdoodveroordeelden door militaire rechtbanken door de kogel en door burgerlijke rechtbanken door onthoofding met de guillotine gedood. De leden van de Schulze-Boysen/Harnack-groep waren de eersten die door ophanging om het leven kwamen, hetgeen als bijzonder oneervol werd beschouwd.